# پوجو فیلیپو
پوجو فیلیپو (به ایتالیایی: Poggio Filippo) یک منطقهٔ مسکونی در ایتالیا است که در تالیاکوتزو واقع شده‌است.